# Сельский банк
Се́льский банк — методика микрокредитования, разработанная основателем ФИНКА Интернешнл (FINCA International) Джоном Хэтчем (John Hatch). Среди некоммерческих организаций США существует более 31 микрофинансового учреждения, в общей сложности создали более 400 сельских банков в более чем в 90 странах мира. Во многих из этих стран существуют собственные микрофинансовые учреждения — иногда исчисляемые десятками — которые также занимаются созданием сельских банков .

## Как работают сельские банковские услуги
Сельский банк — это неофициальная группа самопомощи из 20-30 участников, в основном женщин-домохозяек. При реализации программы в соответствии с миссией в обычном сельском банке около 50 % новых участников программы относятся к наибеднейшим слоям с семейными расходами на душу населения менее US$1; остальные умеренно бедны ($1–2/день) или не бедны (>$2). Эти женщины встречаются раз в неделю дома у кого-то из участниц, чтобы занять оборотные средства, надежно вложить деньги, чему-то научиться, научить, поддержать. Займы начинаются всего с $50–$100 и связаны со сбережениями, поэтому чем больше клиентка накопит, тем больше она сможет занять. Обычный срок займа составляет четыре месяца и выплачивается 16 недельными платежами.[1] На конец 2006 г. женщины составляли 95 % клиентов контрольной выборки из 71 неправительственных организаций и учреждений, предоставляющих кредиты в сельской местности.
Чтобы избавиться от необходимости обеспечения (препятствие для получения бедняками займов в коммерческих банках), сельские банки используют одну из методик солидарного заимствования. Она основывается на системе перекрестных гарантий, когда каждый участник сельского банка гарантирует займы всех других участников. Эта система создает атмосферу социального давления в сельском банке, при которой боязнь общественного осуждения заставляет участников банка полностью выплачивать свои займы. Сочетание перекрестных гарантий и социального давления позволяет получать займы даже самым бедным. Этот метод доказал свою эффективность в FINCA, обеспечивая коэффициент возврата более 97 % в её мировой сети. Сельские банки — очень демократичные, самоуправляемые и народные организации. Они сами избирают своих руководителей, определяют участников, разрабатывают собственные правила, ведут учёт, управляют всеми фондами, распределяют и хранят все средства, решают проблемы невыплаты займов и налагают собственные штрафы на участников, которые опаздывают, пропускают собрания или задерживают платежи.
В первые годы развития сельских банков была надежда, что эти небольшие сельские организации могут стать независимыми и самофинансирующимися, но позднее от этого отказались. Большинство работающих сегодня сельских банков прямо контролирует персонал местной неправительственной организации или учреждения микрофинансирования, от которого они получают основную часть средств для финансирования их займов.